# Steve Harris
Steve Harris (født 12. marts 1956 i Leytonstone, London, England) er selvlært bassist. Som teenager stiftede Steve sammen med Dave Murray heavy metal-bandet Iron Maiden i 1975. De er de eneste to medlemmer der har optrådt på alle Iron Maidens albums. Harris anses af mange som den bedste bassist i verden. Han har datteren Lauren Harris.
Harris har en let genkendelig spillestil på bassen, "galloppen", som kan høres på adskillige Iron Maiden optagelser, fx "Run to the Hills" og "The Trooper". Ud over at være bandets bassist, sangskriver og backing vokal, har han produceret flere af deres albums, redigeret deres live videoer og i studieoptagelser betjent keyboards og synthesizers.
Den 24, september 2012 udgav Harris sit debut solo album, British Lion, som blev efterfulgt af The Burning i januar 2020.

## Karriere
Han spillede i et Band ved navn Smiler, indtil han var med til at danne Iron Maiden juledag 1975,. Bandets navn var inspireret af filmen The Man in the Iron Mask. Indtil Iron Maiden underskrev en kontrakt med EMI i 1979, arbejdede Harris med arkitektur, men måtte efter at være afskediget tage et job som gadefejer. 
Harris har gennem hele karrieren været Iron Maidens primære sangskriver og komponist.Han skriver typisk melodier, som fremhæver de gallopperende basfraseringer, især I starten af karrieren, fx I "The Trooper" og "Run to the Hills",.Han har også ladet sig inspirere af progressiv rock., ligesom han ifølge guitaristen Adrian Smith I højere grad foretrækker at arrangere numrene eller skrive sammen med de andre medlemmer frem for selv at skrive sange og melodier. Harris tekster spænder vidt fra mytologi og historie til inspiration fra bøger og film, der udtrykker hans interesser.
Harris nævnes som en af de vigtigste Heavy Metal bassister, men vil selv nok pege på Geddy Lee fra Rush som verdens bedste bassist, da Geddy har været en stor inspiration for ham – denne inspiration fremgår meget tydelig på Iron Maiden albummet The Final Frontier.[kilde mangler]